# 呼晓齐
呼晓齐，中华人民共和国政治人物、全国脱贫攻坚先进个人。

## 生平
呼晓齐任乌兰县柯柯镇东沙沟村驻村工作队队员，共青团海西蒙古族藏族自治州委三级主任科员。因在脱贫攻坚战中作出突出贡献，2021年2月25日全国脱贫攻坚总结表彰大会上，呼晓齐被授予“全国脱贫攻坚先进个人”。